# Arquidiocese de Tulancingo
A Arquidiocese de Tulancingo (Archidiœcesis Tulancingensis) é uma circunscrição eclesiástica da Igreja Católica situada em Tulancingo, México. Seu atual arcebispo é Oscar Roberto Domínguez Couttolenc, M.G.. Sua Sé é a Catedral de São João Batista de Tulancingo.
Possui 91 paróquias servidas por 164 padres, contando com 1 724 160 habitantes, com 88,6% da população jurisdicionada batizada (1 527 140 batizados).

## História
A Diocese de Tulancingo foi erigida em 26 de janeiro de 1863 com a bula In universa gregis do Papa Pio IX, recebendo seu território da Arquidiocese da Cidade do México, da qual era inicialmente sufragânea.
Posteriormente, cedeu diversas vezes partes de seu território para o benefício da ereção de novas dioceses:
- a Diocese de Huejutla em 24 de novembro de 1922;
- a Diocese de Tula em 27 de fevereiro de 1961;
- a Diocese de Tuxpan em 9 de junho de 1962.

Em 25 de novembro de 2006 com a bula Mexicani populi do Papa Bento XVI a diocese foi elevada à dignidade de arquidiocese metropolitana, recebendo como sufragâneas as dioceses de Huejutla e de Tula.

## Prelados
|                | Nome                                      | Período    | Notas                                     |
| Arcebispos     | Arcebispos                                | Arcebispos | Arcebispos                                |
| -------------- | ----------------------------------------- | ---------- | ----------------------------------------- |
| 3º             | Oscar Roberto Domínguez Couttolenc, M.G.  | 2024-      | Atual                                     |
| 2º             | Domingo Díaz Martínez                     | 2008-2024  |                                           |
| 1º             | Pedro Aranda Díaz-Muñoz                   | 2006-2008  |                                           |
| Bispos         |                                           |            |                                           |
| 12º            | Pedro Aranda Díaz-Muñoz                   | 1975-2006  | Elevado à Arcebispo                       |
| 11º            | José Esaul Robles Jiménez                 | 1962-1974  | Nomeado Bispo de Zamora                   |
| 10º            | Adalberto Almeida y Merino                | 1956-1962  | Nomeado Bispo de Zacatecas                |
| 9º             | Miguel Darío Miranda y Gómez              | 1937-1955  | Nomeado Arcebispo coadjutor do México     |
| 8º             | Luis María Altamirano y Bulnes            | 1933-1937  | Nomeado Arcebispo coadjutor de Morelia    |
| 7º             | Vicente Castellanos y Núñez               | 1921-1932  |                                           |
| 6º             | José Juan de Jésus Herrera y Piña         | 1907-1921  | Nomeado Arcebispo de Linares o Nueva León |
| 5º             | José Mora y del Río                       | 1901-1907  | Nomeado Bispo de León                     |
| 4º             | Maximiano Reynoso y del Corral            | 1898-1901  |                                           |
| 3º             | José María Armas y Rosales                | 1891-1898  |                                           |
| 2º             | Agustín de Jesús Torres y Hernández, C.M. | 1885-1889  |                                           |
| 1º             | Juan Bautista de Ormeachea y Ernáez       | 1863-1884  |                                           |
| Bispo-auxiliar |                                           |            |                                           |
|                | Luis Benitez y Cabañas, S.J.              | 1926–1933  |                                           |